# Родина (1915 – 1918)
Вижте пояснителната страница за други значения на Родина.
„Родина“ е български вестник, излизал в окупирания от българската армия Скопие по време на Първата световна война от 1915 до 1918 година.

## История
Първият брой на вестника излиза на 18 декември 1915 година, малко повече от месец след освобождението на града на 9 октомври. Първоначално излиза 3 пъти в седмицата. Редактор е Георги Баждаров (главен редактор от брой 129). Печата се в печатницата на Халил Кязим и в Общинската печатница.
| Годишнина | Броеве    | Дата                                |
| --------- | --------- | ----------------------------------- |
| I         | 1 – 225   | 18 декември 1915 – 31 декември 1916 |
| II        | 226 – 502 | 1 януари 1917 – 31 декември 1917    |
| III       | 503 – 696 | 2 януари 1918 – 21 септември 1918   |

От брой 78 става всекидневник. Редактор на вестника е идеологът на ВМОРО Христо Матов. Във вестника пишат Георги Кулишев и Йордан Бадев. Снабдяването с хартия се осъществява от Тодор Александров.
Във вестник „Родина“ през 1917 година публикува първите си произведения Димитър Талев.
На 27 декември 1917 година в „Родина“ е публикуван Мемоарът на българи от Македония, с който се защитават българските претенции към Македония.